# Słup (condado de Garwolin)
Słup es un pueblo de Polonia, en Mazovia. Se encuentra en el distrito (Gmina) de Parysów, perteneciente al condado (Powiat) de Garwolin. Se encuentra aproximadamente a 3 km al este de Parysów, 10 km al noreste de Garwolin, y a 57 km al sureste de Varsovia.  
Entre 1975 y 1998 perteneció al voivodato de Siedlce.